# Polybos
Polybos var i grekisk mytologi kung i Korinth.
För att undgå en ödesdiger spådom hade Oidipus satts ut till vargarna. Där upptäcktes han av en av kung Polybos herdar. Kungen adopterade honom som sin egen son.